# Fuco Gómez
Fuco Gómez (Becerreá, Galiza, 9 de Julho de 1895 - Havana, Cuba, 9 de Janeiro de 1972) foi um político independentista e socialista galego, escritor, jornalista, acadêmico e intelectual.

## Emigração a Cuba e participação nas organizações nacionalistas da emigração em Havana
Sendo ainda muito novo, teve de emigrar à América, como dezenas de milhares de galegos no primeiro quartel do século XX. Fê-lo como clandestino num barco rumo a Cuba, onde se integra no seio da numerosa colectividade imigrante galega de Havana, quando ainda não concluiu a primeira década do século passado. De formação basicamente autodidáctica (chegou a Cuba sendo analfabeto), desenvolveu o seu trabalho profissional como jornalista na capital cubana, em jornais como Heraldo de Galicia ou Ecos de Galicia.
Tornou-se depois um dos dinamizadores da comunidade galega de Havana, onde participavam escritores como Manuel Curros Enríquez, Fontenla Leal ou Nan de Allariz. Fuco Gómez está integrado desde novo nos grupos nacionalistas galegos com actividade em Cuba, como a Irmandade da Fala de Havana, o Partido Autonomista Galego e, em 1920, a Juntança Nacionalista Galega, da qual é vice-conselheiro segundo. Fuco dirige o jornal Tierra Gallega, órgão de expressão desse partido, e participa na publicação Nós, editada também pela Juntança Nacionalista Galega.

## 1921: Fundação da primeira organização independentista galega
A evolução política de Fuco leva-o a fundar nesse ano o chamado Comité Revolucionário Arredista Galego  , tida pela primeira organização explicitamente independentista galega.
Com motivo do evento fundacional do CRAG, é lançado o manifesto 'Independência ou morte', um texto que constitui o primeiro manifesto político pela soberania nacional plena da história contemporânea da Galiza. Conhecidos pelo nome de 'arredistas', os independentistas da emigração galega em Cuba querem espalhar o projecto independentista galego pelas diferentes colectividades galegas na emigração americana, de maneira semiclandestina e parecida com o modo como o nacionalismo irlandês se desenvolveu na emigração norte-americana.
O 'arredismo' ou independentismo galego vai tentar, nesses anos, distinguir-se do nacionalismo galego mais moderado, conseguindo algum eco em certos colectivos galegos de Buenos Aires, como a Agrupação Cultural Galega A Terra e, mais tarde, a Sociedade Nacionalista Pondal.

### Trabalho teórico
Fuco estabeleu relacionamento com personalidades doutras nações sem Estado como o catalão Francesc Macià, com quem coincide na necessidade de derrotar a ditadura de Primo de Rivera e avançar na independência das nações galega e catalã. Com esse intuito, o jornalista galego promove o primeiro Anteprojecto de Constituição para a Galiza, propõe uma bandeira e um hino nacioanais (embora na altura já existissem), além de escrever numerosas obras e artigos a reflectir sobre os problemas da Galiza em todas as ordens da vida social, incluída a problemática linguística derivada da imposição do espanhol sobre o galego. Defensor dos direitos das mulheres, fez parte da maçonaria em Cuba.

### Trabalho prático
Em Cuba, Fuco defendeu a identidade e a língua galega. Fez boicote a eventos culturais em que a figura da mulher imigrante galega é escarnecida, em países de acolhimento na América, incluída a própria Cuba, onde existem as figuras negativas do galego e do negro na sua literatura popular. Mas Fuco critica também os centros galegos que não defendem a dignidade do povo galego com suficiente energia.
Quando a monarquia é derrotada e se instaura a II República espanhola, em 1931, trabalhadores galegos em greve no sector dos caminhos-de-ferro aproveitam o conflito para fazerem uma declaração de independência da Galiza, constituindo-se uma 'Junta Revolucionária' na capital (Santiago de Compostela), com António Alonso Rios como presidente, quem faz apelos revolucionários para a luta nas ruas, enquanto Campos Couceiro reivindica a liberdade nacional de que gozava Portugal como Estado independente. A declaração é apoiada na emigração galega no continente americano pelos sectores mais progressistas, mas a corajosa acção revolucionária é derrotada. Na altura, Fuco, que tinha regressado para a Galiza como independentista, enfrenta-se aos sectores autonomistas do nacionalismo galego, acusando-os de falta de patriotismo.
A difusão de um manifesto Pela independência da Galiza por parte do CRAG faz com que Fuco seja perseguido e escape para Portugal por um tempo. À volta, foi detido por, alegadamente "ir contra o sistema de governo estabelecido". Posteriormente, terá apoiado a revolução asturiana de 1934, embora não se saiba o seu grau de envolvimento.

## Depois do golpe de estado franquista
Poucos anos mais tarde, o golpe de estado fascista dará cabo dos sonhos de uma geração de independentistas galegos, entre os quais destacou a figura de Fugo Gómez, que passou o resto da vida no exílio, sem renunciar às suas ideias independentistas e socialistas. Foi reconhecido pela Academia Universal de Buenos Aires, na Argentina, como académico Honoris Causa, integrou como membro de Honra a Universidade Sintética de El Salvador e dirigiu, em Cuba, a revista nacionalista Patria Galega, de periodicidade mensal, editada entre os anos 1941 e 1960.
Faleceu aos 77 anos, em 1972, na cidade de Havana.
Xosé Neira Vilas, também escritor e emigrante galego em Cuba, disse dele:
Conheci-o pessoalmente quando cheguei a Havana em 1961. Visitava-o amiúde no seu lar da rua Plasencia. Ele não saía; era asmático e padecia do mal de Parkinson. Vivia rodeado de papéis, fardelos de papéis, montes de apontamentos acerca de assuntos históricos, geográficos e sobretudo linguísticos, referidos sempre à Galiza. Tinha verdadeira obsessão pelos aspectos morfológicos, lexicais e ortográficos da nossa língua. E de todo isto tínhamos longas conversas durante horas a fio. Amália, a sua doce e dócil companheira, corunhesa, miúda, calada, sempre vestida de preto, observava-nos de algum canto, a matinar possivelmente que o seu homem não era o único louco. Tinha mau génio o meu amigo, e às vezes discutíamos, e Amália chegava-se conciliadora, mas logo via que tudo mais não era do que um trovão passageiro...

## Obra
- Grafía galega, 1926 (ensaio)
- O idioma dos animás. Opúscaro de enxebreza, 1937 (romance)